# Jusqu'ici tout va bien (émission de télévision)
Pour les articles homonymes, voir Jusqu'ici tout va bien.
Jusqu'ici tout va bien est une émission de télévision française diffusée sur France 2 du 16 septembre 2013 au 20 décembre 2013 en access prime-time  du lundi au vendredi à 18 h 15 et présentée par Sophia Aram.
Elle est remplacée par L'Émission pour tous de Laurent Ruquier à partir du 20 janvier 2014.

## Concept
Il s'agit d'un divertissement, un talk-show qui décrypte l'actualité du jour dans un ton décontracté. 
Sophia Aram est entourée de chroniqueurs chargés chacun d'une chronique différente, mêlant information et humour.
L'émission est présentée en public et en direct du 16 au 30 septembre 2013. À partir du 1er octobre 2013, l'émission est enregistrée à 14 h 30 puis montée avant sa diffusion à 18 h 25 afin de gommer les temps morts.
À partir du lundi 18 novembre, l'émission est diffusée à 17 h 50.
L'émission subit les critiques de la presse, et ne parvient pas à fédérer le public. Elle passe à deux reprises sous la barre des 3 % d'audience durant la deuxième semaine de diffusion et la chaîne envisage de la déprogrammer. Elle est pour cela rapidement remaniée, ce qui implique à partir du 1er octobre 2013 la fin du direct (l'émission est enregistrée à 14 h 30 puis montée avant sa diffusion à 18 h 15, afin de « gommer les longueurs et les hésitations ») et l'arrivée d'un coanimateur, Jean-Pierre Coffe. Celui-ci part au bout de deux émissions, déçu par le concept.
Aurélie Filippetti, ministre de la Culture et de la Communication soutient Sophia Aram sur les difficultés que rencontre actuellement l'émission sur Europe 1 et déclare : « C'est une animatrice de grand talent, avec beaucoup d’humour. Malgré toute l’estime que je lui porte, je n’ai pas à me prononcer en tant que ministre de la Culture »
Le 14 octobre, Catherine Rambert intègre l'équipe de chroniqueurs et deux jours plus tard, c'est au tour de Gérard Miller d'être appelé pour rejoindre l'émission. 
Laurent Baffie devient chroniqueur le 22 octobre, un jour après avoir été invité à l'émission. Le 30 octobre, Danièle Évenou se joint à l'équipe.

## Chroniqueurs
Autour de la table, plusieurs chroniqueurs épaulent Sophia Aram :
- Laurent Baffie ;
- Dorothée Kristy ;
- Laurent Guimier ;
- Éric Laugérias[12] ;
- Gérard Miller[11] ;
- Catherine Rambert ;
- Danièle Évenou présente de temps en temps.

D'autres intervenants sont présents dans l'émission pour des rubriques :
- François Berléand : « Au cabinet » (rubrique) ;
- Élie Semoun : « La télé commande » (rubrique).

### Anciens chroniqueurs
- Jean-Pierre Coffe (deux émissions)[10] ;
- Charlotte Gabris ;
- Arnaud Tsamere : le « spécialiste » (rubrique pendant la troisième semaines)[12] ;
- Jennie-Anne Walker : « Vu du Québec » (rubrique) ;
- Thomas Legrand : pendant l'absence de Gérard Miller ;
- Raphaël Mezrahi : pendant l'absence de Laurent Baffie.

## Identité visuelle (logo)

Logo de l'émission entre le 16 septembre et le 18 octobre 2013
Logo de l'émission entre le 21 octobre et le 20 décembre 2013.

## Coût
Le contrat signé entre France 2 et la société de productions Morgane pour l'émission serait de 14 millions d'euros pour la saison, soit un coût de 70 000 euros par jour[réf. nécessaire].

## Audiences
Le premier numéro est suivi par près de 1 million de téléspectateurs. Néanmoins l'émission n'a pas attendu une semaine avant de voir son audience chuter du fait des mauvaises critiques et passant largement sous la barre des 500 000 fidèles pour son 4e numéro, le 19 septembre 2013, où France 2 était devancée par la quasi-totalité des chaînes gratuites. 
Après 4 jours consécutifs de baisse, l'audience de l'émission remonte le mercredi 25 septembre 2013, mais dès le lendemain, elle atteint son plus bas niveau depuis le lancement. 
Après 3 hausses consécutives d'audience, l'émission repasse la barre des 500 000 téléspectateurs le mardi 1er octobre 2013, puis sur les 3 derniers jours de la troisième semaine, l'émission perd pas moins de 128 000 téléspectateurs plongeant sous la barre des 400 000 spectateurs.
France 2 annonce que l'émission va s'arrêter définitivement le 20 décembre 2013, en raison de ses faibles taux d'audiences.
| Légende : Saison 1 |

## Critiques
En octobre 2013, dans Le Figaro Magazine, Stéphane Hoffmann considère que « dans Jusqu'ici tout va bien, [Sophia Aram] fait crânement un travail ingrat. Elle est souriante, futée, rigolote, ne manque pas de répartie et serait excellente en soubrette de Molière ou de Marivaux. Mais son rôle est ici impossible à défendre. L'émission est vide, le public fuit. Les réservistes appelées en hâte n'ont rien pu faire. Jean-Pierre Coffe a tenu deux jours et est allé postillonner ailleurs ; l'équipe de nettoyage l'en remercie. On parle, pour remplacer l'insolente Sophia, de Patrick Sabatier. C'est dire le vent de panique soufflant sur la galère France 2. »